# 岡山弁護士巨額横領事件
岡山弁護士巨額横領事件（おかやまべんごしきょがくおうりょうじけん）は、岡山県の弁護士が依頼人に帰属する金を横領した事件。

## 概要
2012年12月、岡山弁護士会所属の弁護士（当時65歳）が男児交通死亡事故の損害賠償請求事件を不適切に処理した上に事故の加害者名義で実際の和解額より低い金額を記した示談書を偽造していたが、事件処理を不審に思った依頼人が岡山弁護士会に申し立てた紛議調停委員会に偽造示談書のコピーを提出したことで有印私文書偽造・同行使罪容疑で逮捕された。
その後の調べで、2006年から2012年まで交通事故・医療過誤・遺産相続等の民事訴訟に伴う賠償金や刑事訴訟の保釈金について22件計9億円の横領をしていたことが判明し、業務上横領罪で追起訴された。
2013年8月28日の岡山地裁の判決で「依頼人の信頼を根底から裏切り、依頼人の権利権益を実現すべき弁護士の職責に真っ向から反する行為で弁護士制度に対する信頼を揺るがすもので、強い非難に値する」「被害額も類例の乏しい莫大なものであり、被害者の多くは交通事故の遺族や重度の後遺障害を負った人々。その状況を知りながら生活に不可欠な賠償金、保険金を横領し、さらなる窮地に追い込んだ」として被告人に懲役14年（求刑懲役15年）が言い渡された。同年9月11日に被告人は量刑が重すぎるとして控訴したが、2014年1月29日に広島高裁岡山支部は控訴を棄却した。被告人は上告したが、同年4月2日に上告を取り下げて、懲役14年の有罪判決が確定。

## その他
- 巨額の横領事件を犯した弁護士は岡山弁護士会副会長を1992年4月から1年間務めていた[10]。